# Soudorgues
Soudorgues ist eine französische Gemeinde mit 268 Einwohnern (Stand: 1. Januar 2022) im Département Gard in der Region Okzitanien. Sie gehört zum Arrondissement Le Vigan und zum  Kanton Le Vigan.
Nachbargemeinden sind L’Estréchure im Nordwesten, Peyrolles-en-Cévennes und Saint-Jean-du-Gard im Nordosten, Sainte-Croix-de-Caderle im Osten, Lasalle und Colognac im Südosten, Saint-Roman-de-Codières und Saint-Martial im Südwesten und Val-d’Aigoual mit Notre-Dame-de-la-Rouvière im Westen.

## Bevölkerungsentwicklung
| Jahr      | 1962 | 1968 | 1975 | 1982 | 1990 | 1999 | 2008 | 2014 |
| --------- | ---- | ---- | ---- | ---- | ---- | ---- | ---- | ---- |
| Einwohner | 223  | 170  | 187  | 185  | 199  | 231  | 275  | 292  |

## Persönlichkeiten
- Jules Jaspar (1878–1963), belgischer Konsul, in Soudorgues gestorben